# Orchestre de jazz

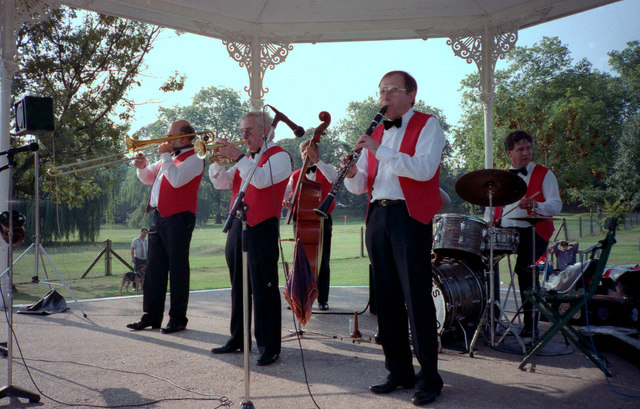
Un quintette de jazz dans le Queen's Park à Londres.

Un orchestre de jazz ou jazz-band est une formation orchestrale de musique jazz.

## Histoire
Le jazz est un style musical né au sein de la communauté afro-américaine du Sud des États-Unis vers la fin du XIXe siècle, qui s'est répandu dans le monde entier pendant la période de l'entre-deux-guerres.
Les principes fondamentaux de ce genre musical sont l'improvisation et le rythme. Contrairement à l'orchestre symphonique traditionnel, où tout est rigoureusement ordonné, chaque musicien de jazz, soliste ou non, est libre de créer des variations sur un thème donné. À ses débuts, la formation instrumentale est réduite au minimum : un chanteur, une guitare, un banjo. À mesure que la musique noire s'impose dans le quartier de Storyville à La Nouvelle-Orléans, puis dans les différentes grandes villes des États-Unis, New York, Chicago, Saint-Louis, Memphis, la formation de base s'enrichit ; la section rythmique est alors formée d'une batterie, d'une contrebasse ou d'un tuba, d'une guitare, puis bientôt d'un piano, tandis que la section mélodique comporte une trompette, un saxophone, un trombone, une clarinette.
Après 1933 et les années sombres de la crise économique américaine, le jazz, qui a définitivement conquis le grand public, utilise des formations composées d'une vingtaine de musiciens. Quelques orchestres de blancs (le plus connu est celui de Benny Goodman), mais aussi parfois de noirs, tels ceux de Count Basie ou de Duke Ellington, iront bien au-delà de ce nombre pour exécuter une musique mieux adaptée aux goûts du grand public, dans des arrangements écrits de longs morceaux mélodiques où les solistes intercalent de brefs chorus improvisés.